# United Artists
United Artists Corporation (UA), тренутно послује као United Artists Digital Studios, америчко је дигитално продукцијско предузеће. Основан 1919. године од стране Дејвида В. Грифита, Чарлија Чаплина, Мери Пикфорд и Дагласа Фербанкса, студио је био темељен на омогућавању глумцима да контролишу своје интересе, уместо да зависе од комерцијалних студија. UA је у наредном веку више пута купован, продаван и реструктуриран. Metro-Goldwyn-Mayer купио је студио 1981. за пријављених 350 милиона америчких долара (милијарду долара данас).